# Pornocrates
Pornocrates, Pornokratès, La dame au cochon, o La mujer con un cerdo (en francés, Femme au cochon o Dame au cochon) es una pintura del artista belga Félicien Rops, hecha en 1878. Es parte de la colección del Museo provincial Félicien Rops en Namur, Bélgica.
La obra tiene 75 cm de alto por 48 cm de ancho, y está hecha al gouache y acuarela realzados al pastel sobre papel. Reproducciones de la obra (Aguafuerte, heliograbado y aguatinta, a veces coloreados) se conservan en las colecciones de otros museos, como el LACMA, el Museo Nacional de Arte Occidental y el Rijksmuseum de Ámsterdam.

## Descripción
Pornocrates es considerado el trabajo más conocido de Rops. Por entonces el artista tenía 45 años y convivía en París junto con las hermanas Léontine y Aurélie Duluc, que eran ambas sus amantes y madres de sus hijos. El título del trabajo puede ser traducido como «el gobernante de la fornicación». Según su propia correspondencia, Rops hizo esta pintura «en un apartamento sobrecalentado, lleno de olores diferentes, donde el opopanax y el cyclamen me dieron una ligera fiebre propicia para la producción o incluso para la reproducción».  La obra representa a una mujer de perfil, llevando un cerdo por una correa, vista desde el lado izquierdo. La mujer, probablemente una cortesana, está casi desnuda, con la excepción de sus joyas (collar, pulseras y pendientes), un par de guantes largos de seda negros, una venda en los ojos, un sombrero con plumas, medias y zapatos negros, y una faja de seda dorada y azul – accesorios que solo enfatizan su desnudez. Por encima del cerdo, tres putti alados vuelan conmocionados u horrorizados. Rops se refiere a ellos como «Tres amores – amores antiguos – se desvanecen en lágrimas».
La modelo de la pintura fue Léontine Duluc, quien fuera parte de un menage a trois de larga data con su hermana Aurélie y el pintor.

## Significado de la obra
Existen varias interpretaciones de la obra. La mujer puede ser vista como una mujer poderosa, guiada por el cerdo, que puede verse como una imagen de un hombre, en un estado bestial, sumiso e ignorante, controlado por la mujer. El cerdo también puede ser visto como una alegoría del lujo, o incluso como un animal diabólico, símbolo de fornicación, que guía a la mujer a ciegas. Como fuese, la obra representa la perspectiva de Rops sobre la mujer del decadentismo de finales del siglo XIX: una mujer fatal que era cada vez más asertiva sexualmente, implacable y seductora. «Ella era el animal humano descarnadamente descrito por Félicien Rops como "Pornokrates", gobernante de la «Pornocracia» de Proudhon, una criatura guiada a ciegas por un cerdo, el símbolo de Circe, el representante bestial de todo mal sexual».

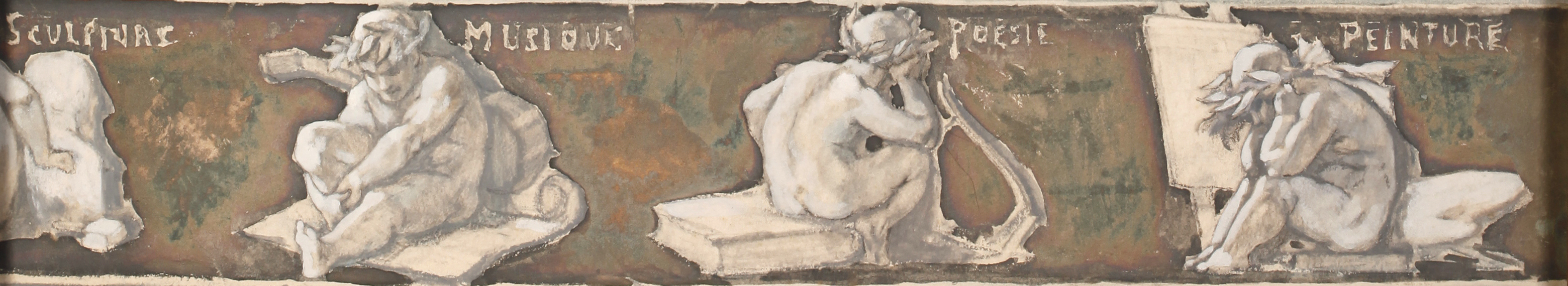
Detalle, friso con las Artes.

Enfatizando que Rops era un crítico feroz del sistema político y social europeo, en opinión de Ralph Stanton, si bien el cuadro retrata a una prostituta—significando su título literalmente «gobierno de prostitutas»—en un sentido más amplio se refiere a un sistema político en el que cortesanos corruptos dominan el poder legítimo y gobiernan mediante la corrupción y el engaño.
La mujer y el cerdo están andando sobre un suelo de mármol, con un friso lateral describiendo cuatro alegorías de las artes: Escultura, Música, Poesía y Pintura. Las bellas artes aparecen en grisalla, como figuras masculinas clásicas, jóvenes sentados mirando desesperados. Esto podría ser interpretado como la victoria de la sensualidad y el erotismo del arte que Rops y sus contemporáneos del movimiento decadente crearon, en contraste con el aburrimiento del arte academicista de la época.
El título también puede referirse al concepto de pornocracia, un periodo en la Historia del papado durante la primera mitad del siglo X donde los Papas estuvieron fuertemente influidos por una familia aristocrática corrupta, los Teofilactos (o condes de Tusculum). Pierre-Joseph Proudhon publicó su tratado antifeminista La Pornocratie ou les femmes dans les temps modernes (La pornocracia, o las mujeres en los tiempos modernos) en 1875, tres años antes de que Rops realizara su obra Pornocrates.
Uno de los primeros propietarios de la obra fue el jurista belga y coleccionista de arte Edmond Picard. Pornocrates fue recibido con indignación y escándalo durante la exposición del Cercle des XX, un grupo de arte al que Rops perteneció, cuando fue exhibido en 1886.

## Otras versiones

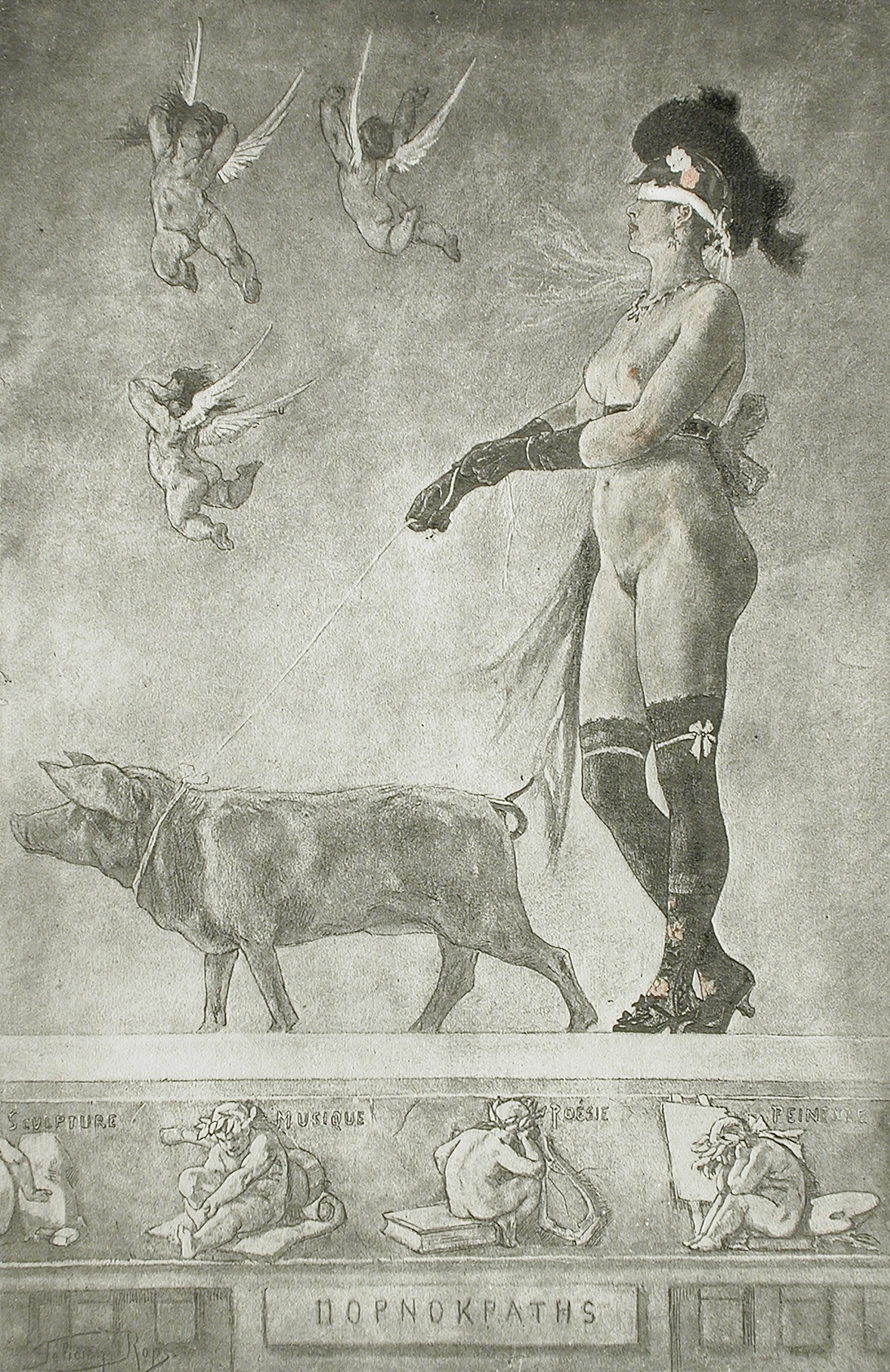
Aguafuerte (1896) en LACMA.
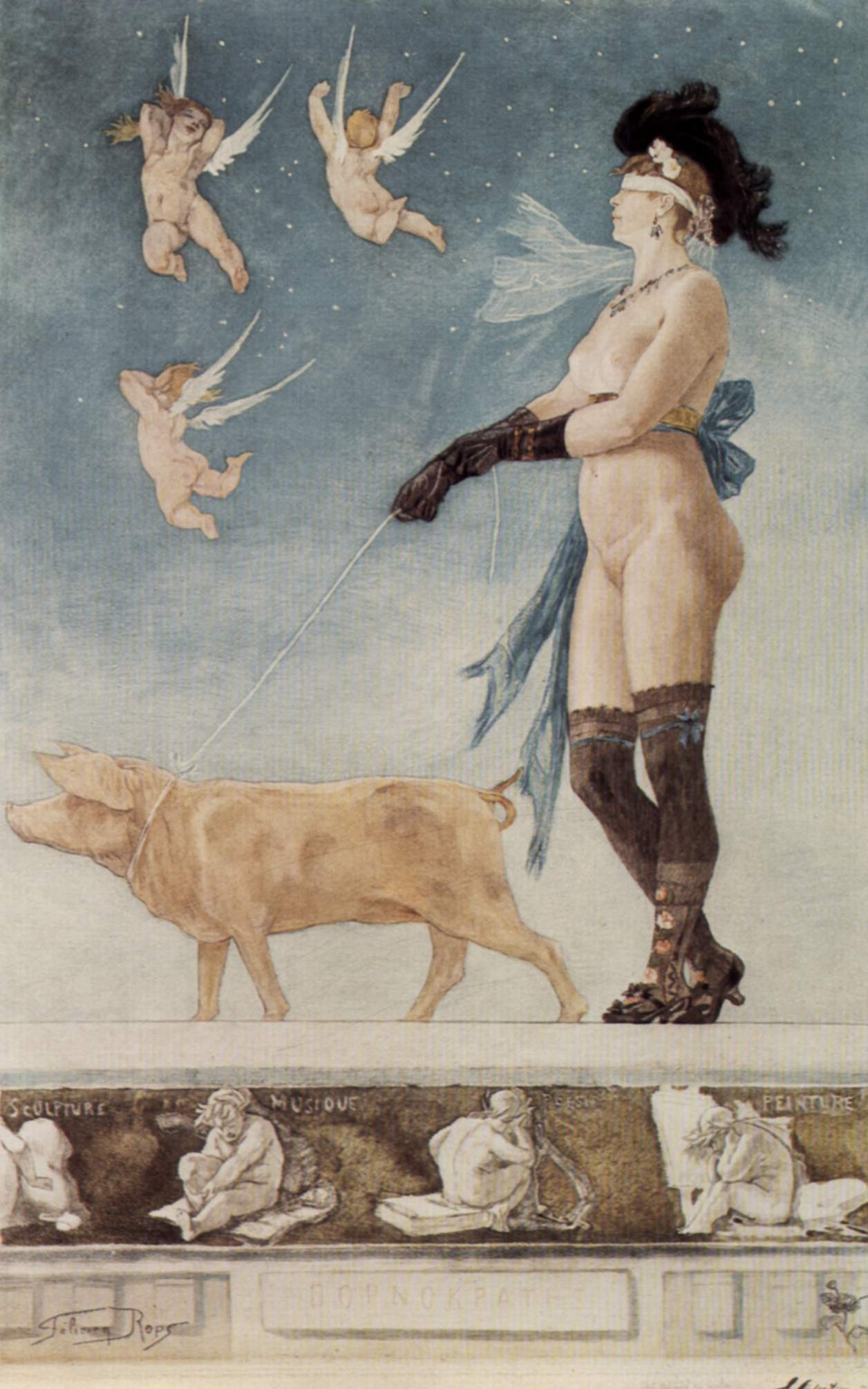
Aguafuerte con acuarela, colección privada.
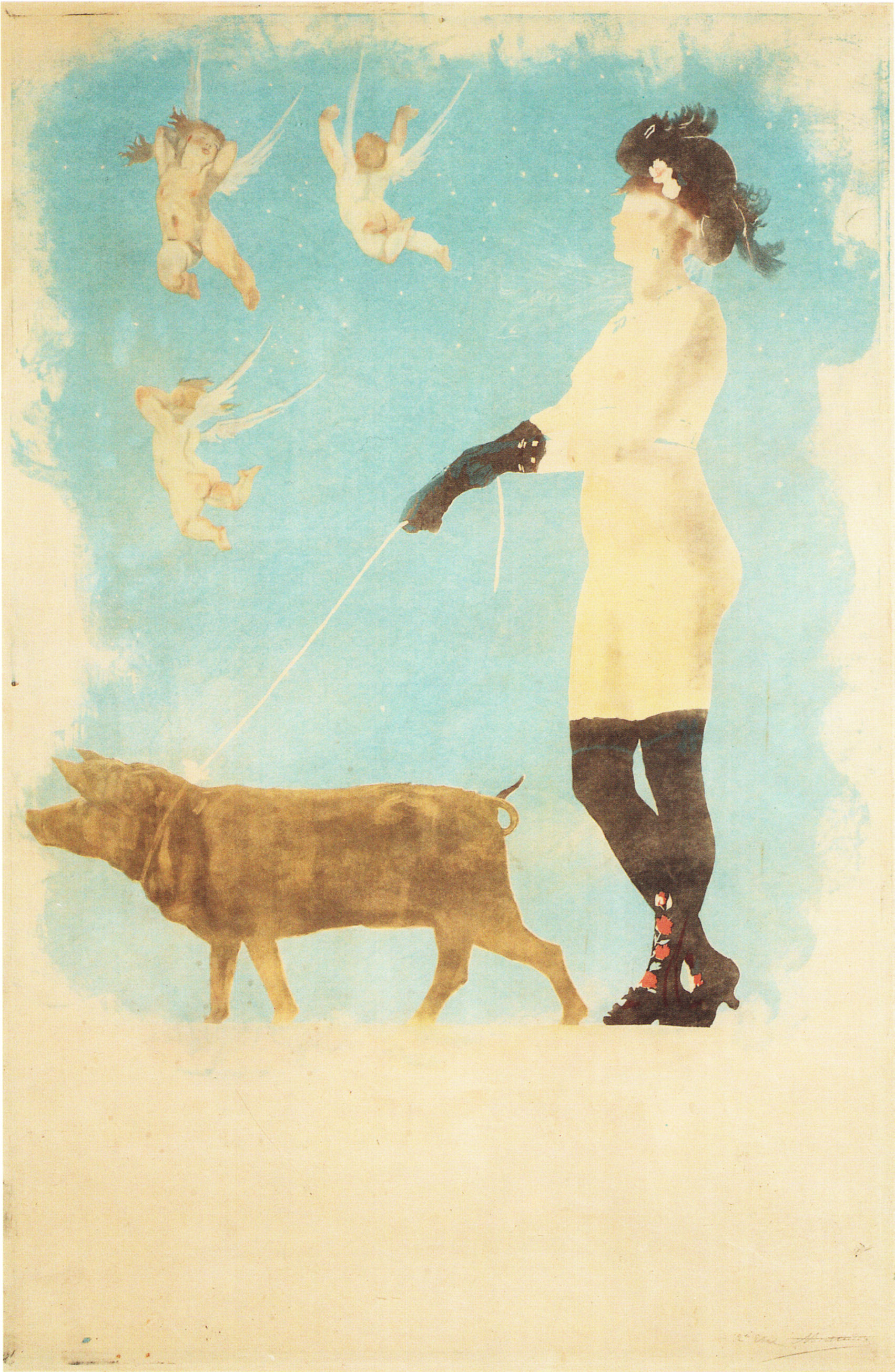
Heliograbado (1896) en el Museo provincial Félicien Rops.